# Hong Kong Phooey
A Hong Kong Phooey amerikai animációs rajzfilmsorozat, melyet William Hanna és Joseph Barbera alkotott meg, a Hanna-Barbera produkciós cégükön keresztül. A 16 epizódból álló sorozatot eredetileg 1975. szeptember 7. és december 21. között sugározták. Magyarul sokáig nem lehetett látni, bár a Boomerang csatorna műsorra tűzte. 2011 végére elkészült a magyar szinkron 14 epizódhoz.[forrás?]

## Történet
Hong Kong Phooey, a karatézó kutyahős bűnüldözéssel foglalkozik. Barátja Spot, a macska, aki ideje nagy részét alvással tölti, de ha nagyon kell, segít. Ugyan lehetséges, hogy a dicséreteket sorra Hong Kong Phooey gyűjti be, de nem az övé, hanem Spoté az érdem, mivel neki sokkal gyorsabb a felfogása. Spot szerényen megmarad egyszerű macskának, figyelve barátja sikereit. Phooey-nak a takarító Penrod Pooch az alteregója.

## Szereplők
| Szereplő                                | Eredeti hang     | Magyar hang       |
| --------------------------------------- | ---------------- | ----------------- |
| Hong Kong Phooey / Penrod "Penry" Pooch | Scatman Crothers | Kerekes József    |
| Rosemary                                | Kathy Gori       | Nádorfi Krisztina |
| Flint őrmester                          | Joe E. Ross      | Pál Tamás         |
| Spot / narrátor / egyéb hangok          | Don Messick      |                   |

## Magyar változat
A szinkront az SDI Media Hungary készítette.

### Stábtagok
- Magyar szöveg: Csányi Zita
- Hangmérnök: Weichinger Kálmán
- Vágó: Pilipár Éva
- Gyártásvezető: Németh Tamás
- Szinkronrendező: Kiss Lajos
- Produkciós vezető: Németh Napsugár

## Kapcsolódó művek

### Film
Az élőszereplős film ötlete 2009-ben született meg. 2012 decemberében hozták nyilvánosságra az első előzetest, melyben kiderül, hogy a főszereplő CGI-animációval kerül majd a filmvászonra, Eddie Murphy hangjával. A premier dátumát a Warner Bros. 2014-re tűzte ki. Azóta azonban semmilyen fejlemény nem derült ki a projekttel kapcsolatban.

### Egyéb megjelenések
- Scooby-Doo Rajzfilmolimpia – A Scooby Csapat folyamatos, minden részben megjelenő tagja lett.
- Két buta kutya – Az egyik epizódban Hong Kong Phooey-nak cameoszerepe volt.
- Mizújs, Scooby-Doo? – A halloweeni különkiadásban a halloweeni partin az egyik vendégnek Hong Kong Phooey jelmeze volt.
- Egy 2012-es MetLife reklámban is szerepelt a képernyő közepén.

## Epizódok
| Évad | Évad | Epizódok | Eredeti sugárzás    | Eredeti sugárzás   | Magyar sugárzás | Magyar sugárzás |
| Évad | Évad | Epizódok | Évadpremier         | Évadfinálé         | Évadpremier     | Évadfinálé      |
| ---- | ---- | -------- | ------------------- | ------------------ | --------------- | --------------- |
|      | 1    | 16 (31)  | 1974. szeptember 7. | 1974. december 21. | 2011.           | 2011.           |

### 1. évad
| #  | Eredeti cím                           | Magyar cím                              | Eredeti premier      | Magyar premier          |
| -- | ------------------------------------- | --------------------------------------- | -------------------- | ----------------------- |
| 1  | Car Thieves                           | Autótolvajok                            | 1974. szeptember 7.  | 2011.                   |
| 1  | Zoo Story                             | Állatkerti történet                     | 1974. szeptember 7.  | 2011.                   |
| 2  | Iron Head the Robot                   | Acélfej, a robot                        | 1974. szeptember 14. | 2011.                   |
| 2  | Cotton Pickin' Pocket Picker          | Kígyóujjú zsebtolvaj                    | 1974. szeptember 14. | 2011.                   |
| 3  | Grandma Goody                         | Jótét nagyi                             | 1974. szeptember 21. | 2011.                   |
| 3  | Candle Power                          | Gyertyavilág                            | 1974. szeptember 21. | 2011.                   |
| 4  | The Penthouse Burglaries              | Tetőtéri betörések                      | 1974. szeptember 28. | 2011.                   |
| 4  | Batty Bank Mob                        | Bolond bank banda                       | 1974. szeptember 28. | 2011.                   |
| 5  | The Voltage Villain                   | Villany bandita                         | 1974. október 5.     | 2011.                   |
| 5  | The Giggler                           | Vigyori                                 | 1974. október 5.     | 2011.                   |
| 6  | The Gumdrop Kid                       | Nem jelent meg magyarul                 | 1974. október 12.    | Nem jelent meg magyarul |
| 6  | Professor Presto                      | Nem jelent meg magyarul                 | 1974. október 12.    | Nem jelent meg magyarul |
| 7  | TV or Not TV                          | TV vagy nem TV                          | 1974. október 19.    | 2011.                   |
| 7  | Stop Horsing Around                   | Ne lovald bele magad!                   | 1974. október 19.    | 2011.                   |
| 8  | Mirror, Mirror on the Wall            | Varázstükör                             | 1974. október 26.    | 2011.                   |
| 8  | Great Movie Mystery                   | A nagy filmbűntény                      | 1974. október 26.    | 2011.                   |
| 9  | The Claw                              | A karom                                 | 1974. november 2.    | 2011.                   |
| 9  | Hong Kong Phooey vs. Hong Kong Phooey | Hong Kong Phooey Hong Kong Phooey ellen | 1974. november 2.    | 2011.                   |
| 10 | The Abominable Snowman                | Hóember horror                          | 1974. november 9.    | 2011.                   |
| 10 | Professor Crosshatch                  | Kereszt-bereszt professzor              | 1974. november 9.    | 2011.                   |
| 11 | Goldfisher                            | Aranyhalász                             | 1974. november 16.   | 2011.                   |
| 11 | Green Thumb                           | A zöldujjas kertész                     | 1974. november 16.   | 2011.                   |
| 12 | From Bad to Verse                     | Rossztól a versig                       | 1974. november 23.   | 2011.                   |
| 12 | Kong and the Counterfeiters           | Hong Kong Phooey és a pénzhamisítók     | 1974. november 23.   | 2011.                   |
| 13 | The Great Choo Choo Robbery           | A nagy sihuhu rablás                    | 1974. november 30.   | 2011.                   |
| 13 | Patty Cake, Patty Cake, Bakery Man    | Csillogó-villogó gyorspékség            | 1974. november 30.   | 2011.                   |
| 14 | Mr. Tornado                           | Mr. Tornádó                             | 1974. december 7.    | 2011.                   |
| 14 | The Little Crook Who Wasn't There     | A bűnöző, aki nem volt ott              | 1974. december 7.    | 2011.                   |
| 15 | Dr. Disguiso                          | Dr. Álruhás                             | 1974. december 14.   | 2011.                   |
| 15 | The Incredible Mr. Shrink             | Láthatatlan úr                          | 1974. december 14.   | 2011.                   |
| 16 | Comedy Cowboys                        | Nem jelent meg magyarul                 | 1974. december 21.   | Nem jelent meg magyarul |